# Lista över avsnitt av Dallas
Lista över Dallas avsnitt, förteckning av samtliga avsnitt från alla de 14 säsongerna av TV-serien Dallas, som ursprungligen sändes mellan 1978 och 1991 i CBS.
Numret inom parentes anger avsnittsnumret om man räknar från första säsongen.

## Säsonger

### Säsong 1
TV-serie från 1978 med Larry Hagman, Patrick Duffy, Barbara Bel Geddes och Jim Davis med flera.
| Nr      | Titel                | Regissör        | Författare           | Sändningsdatum |
| ------- | -------------------- | --------------- | -------------------- | -------------- |
| 1 - 101 | "Digger's Daughter"  | Robert Day      | David Jacobs         | 2 april 1978   |
| 2 - 102 | "The Lesson"         | Irving J. Moore | Virginia Aldrige     | 9 april 1978   |
| 3 - 103 | "Spy in the House"   | Robert Day      | Arthur Bernard Lewis | 16 april 1978  |
| 4 - 104 | "Winds of Vengeance" | Irving J. Moore | Camille Marchetta    | 23 april 1978  |
| 5 - 105 | "Barbecue"           | Robert Day      | David Jacobs         | 30 april 1978  |

### Säsong 2
TV-serie från 1978 med Larry Hagman, Patrick Duffy, Barbara Bel Geddes, Victoria Principal och Jim Davis med flera.
| Nr       | Titel                     | Regissör            | Författare                      | Sändningsdatum    |
| -------- | ------------------------- | ------------------- | ------------------------------- | ----------------- |
| 6 - 201  | "Reunion, Part I"         | Irving J. Moore     | David Jacobs                    | 23 september 1978 |
| 7 - 202  | "Reunion, Part II"        | Irving J. Moore     | David Jacobs                    | 30 september 1978 |
| 8 - 203  | "Old Acquaintance"        | Alex March          | Camille Marchetta               | 7 oktober 1978    |
| 9 - 204  | "Bypass"                  | Corey Allen         | Arthur Bernard Lewis            | 14 oktober 1978   |
| 10 - 205 | "Black Market Baby"       | Lawrence Dobkin     | Darlene Craviotto               | 15 oktober 1978   |
| 11 - 206 | "Double Wedding"          | Paul Stanley        | Jim Inman, Arthur Bernard Lewis | 21 oktober 1978   |
| 12 - 207 | "Runaway"                 | Barry Crane         | Worley Thorne                   | 28 oktober 1978   |
| 13 - 208 | "Election"                | Barry Crane         | Rena Down                       | 5 november 1978   |
| 14 - 209 | "Survival"                | Irving J. Moore     | D. C. Fontana, Richard Fontana  | 12 november 1978  |
| 15 - 210 | "Act of Love"             | Irving J. Moore     | D. C. Fontana, Richard Fontana  | 19 november 1978  |
| 16 - 211 | "Triangle"                | Vincent McEveety    | Camille Marchetta               | 26 november 1978  |
| 17 - 212 | "Fallen Idol"             | Vincent McEveety    | Arthur Bernard Lewis            | 3 december 1978   |
| 18 - 213 | "Kidnapped"               | Lawrence Dobkin     | Camille Marchetta               | 17 december 1978  |
| 19 - 214 | "Home Again"              | Don McDougall       | Arthur Bernard Lewis            | 7 januari 1979    |
| 20 - 215 | "For Love of Money"       | Irving J. Moore     | Leonard Katzman                 | 14 januari 1979   |
| 21 - 216 | "Julie's Return"          | Leslie H. Martinson | Rena Down                       | 26 januari 1979   |
| 22 - 217 | "The Red File, Part I"    | Leonard Katzman     | Arthur Bernard Lewis            | 2 februari 1979   |
| 23 - 218 | "The Red File, Part II"   | Leonard Katzman     | Arthur Bernard Lewis            | 9 februari 1979   |
| 24 - 219 | "Sue Ellen's Sister"      | Irving J. Moore     | Camille Marchetta               | 16 februari 1979  |
| 25 - 220 | "Call Girl"               | Leslie H. Martinson | Rena Down                       | 23 februari 1979  |
| 26 - 221 | "Royal Marriage"          | Gunnar Hellstrom    | Camille Marchetta               | 9 mars 1979       |
| 27 - 222 | "The Outsiders"           | Dennis Donnelly     | Leonard Katzman                 | 16 mars 1979      |
| 28 - 223 | "John Ewing III, Part I"  | Leonard Katzman     | Camille Marcheta                | 23 mars 1979      |
| 29 - 224 | "John Ewing III, Part II" | Leonard Katzman     | Arthur Bernard Lewis            | 6 april 1979      |

### Säsong 3
TV-serie från 1979 med Larry Hagman, Patrick Duffy, Barbara Bel Geddes, Victoria Principal och Jim Davis med flera.
| Nr       | Titel                                      | Regissör            | Författare                     | Sändningsdatum    |
| -------- | ------------------------------------------ | ------------------- | ------------------------------ | ----------------- |
| 30 - 301 | "Whatever Happened to Baby John?, Part I"  | Leonard Katzman     | Camille Marchetta              | 21 september 1979 |
| 31 - 302 | "Whatever Happened to Baby John?, Part II" | Leonard Katzman     | Camille Marchetta              | 28 september 1979 |
| 32 - 303 | "The Silent Killer"                        | Irving J. Moore     | Arthur Bernard Lewis           | 5 oktober 1979    |
| 33 - 304 | "Secrets"                                  | Leonard Katzman     | Arthur Bernard Lewis           | 12 oktober 1979   |
| 34 - 305 | "The Kristin Affair"                       | Irving J. Moore     | Worley Thorne                  | 19 oktober 1979   |
| 35 - 306 | "The Dove Hunt"                            | Leonard Katzman     | D. C. Fontana, Richard Fontana | 26 oktober 1979   |
| 36 - 307 | "The Lost Child"                           | Irving J. Moore     | Rena Down                      | 2 november 1979   |
| 37 - 308 | "Rodeo"                                    | Leonard Katzman     | Camille Marchetta              | 9 november 1979   |
| 38 - 309 | "Mastectomy, Part I"                       | Irving J. Moore     | Arthur Bernard Lewis           | 16 november 1979  |
| 39 - 310 | "Mastectomy, Part II"                      | Irving J. Moore     | Arthur Bernard Lewis           | 16 november 1979  |
| 40 - 311 | "The Heiress"                              | Leslie H. Martinson | Loraine Despres                | 23 november 1979  |
| 41 - 312 | "Ellie Saves the Day"                      | Gunnar Hellstrom    | Arthur Bernard Lewis           | 30 november 1979  |
| 42 - 313 | "Mother of the Year"                       | Larry Hagman        | Rena Down                      | 14 december 1979  |
| 43 - 314 | "Return Engagements"                       | Gunnar Hellstrom    | David Jacobs                   | 20 december 1979  |
| 44 - 315 | "Love and Marriage"                        | Alexander Singer    | Leonard Katzman                | 28 december 1979  |
| 45 - 316 | "Power Play"                               | Leslie H. Martinson | Jeff Young                     | 4 januari 1980    |
| 46 - 317 | "Paternity Suit"                           | Harry Harris        | Loraine Despres                | 11 januari 1980   |
| 47 - 318 | "Jenna's Return"                           | Irving J. Moore     | Camille Marchetta              | 18 januari 1980   |
| 48 - 319 | "Sue Ellen's Choice"                       | Leonard Katzman     | Camille Marchetta              | 1 februari 1980   |
| 49 - 320 | "Second Thoughts"                          | Irving J. Moore     | Linda B. Elstad                | 8 februari 1980   |
| 50 - 321 | "Divorce - Ewing Style"                    | Leonard Katzman     | Leonard Katzman                | 15 februari 1980  |
| 51 - 322 | "Jock's Trial, Part I"                     | Irving J. Moore     | Arthur Bernard Lewis           | 22 februari 1980  |
| 52 - 323 | "Jock's Trial, Part II"                    | Irving J. Moore     | Arthur Bernard Lewis           | 29 februari 1980  |
| 53 - 324 | "The Wheeler Dealer"                       | Alexander Singer    | Barbara Searles                | 14 mars 1980      |
| 54 - 325 | "A House Divided"                          | Irving J. Moore     | Rena Down                      | 21 mars 1980      |

### Säsong 4
TV-serie från 1980 med Larry Hagman, Patrick Duffy, Barbara Bel Geddes, Victoria Principal och Jim Davis med flera.
| Nr       | Titel                              | Regissör         | Författare           | Sändningsdatum   |
| -------- | ---------------------------------- | ---------------- | -------------------- | ---------------- |
| 55 - 401 | "No More Mister Nice Guy, Part I"  | Leonard Katzman  | Arthur Bernard Lewis | 7 november 1980  |
| 56 - 402 | "No More Mister Nice Guy, Part II" | Leonard Katzman  | Arthur Bernard Lewis | 9 november 1980  |
| 57 - 403 | "Nightmare"                        | Irving J. Moore  | Linda B. Elstad      | 14 november 1980 |
| 58 - 404 | "Who Done It"                      | Leonard Katzman  | Loraine Despres      | 21 november 1980 |
| 59 - 405 | "Taste of Success"                 | Leonard Katzman  | Robert J. Shaw       | 28 november 1980 |
| 60 - 406 | "The Venezuelan Connection"        | Leonard Katzman  | Leah Markus          | 5 december 1980  |
| 61 - 407 | "The Fourth Son"                   | Irving J. Moore  | Howard Lakin         | 12 december 1980 |
| 62 - 408 | "Trouble at Ewing 23"              | Leonard Katzman  | Louis Elias          | 19 december 1980 |
| 63 - 409 | "The Prodigal Mother"              | Irving J. Moore  | David Paulsen        | 2 januari 1981   |
| 64 - 410 | "Executive Wife"                   | Leonard Katzman  | Rena Down            | 9 januari 1981   |
| 65 - 411 | "End of the Road, Part I"          | Irving J. Moore  | Leonard Katzman      | 16 januari 1981  |
| 66 - 412 | "End of the Road, Part II"         | Irving J. Moore  | Leonard Katzman      | 23 januari 1981  |
| 67 - 413 | "Making of a President"            | Gunnar Hellstrom | Arthur Bernard Lewis | 30 januari 1981  |
| 68 - 414 | "Start the Revolution With Me"     | Larry Hagman     | Rena Down            | 6 februari 1981  |
| 69 - 415 | "The Quest"                        | Gunnar Hellstrom | Robert J. Shaw       | 13 februari 1981 |
| 70 - 416 | "Lover, Come Back"                 | Irving J. Moore  | Leonard Katzman      | 20 februari 1981 |
| 71 - 417 | "The New Mrs. Ewing"               | Patrick Duffy    | Linda B. Elstad      | 27 februari 1981 |
| 72 - 418 | "Mark of Cain"                     | Larry Hagman     | Leah Markus          | 13 mars 1981     |
| 73 - 419 | "The Gathering Storm"              | Michael Preece   | Robert J. Shaw       | 27 mars 1981     |
| 74 - 420 | "Ewing vs. Ewing"                  | Irving J. Moore  | Leah Markus          | 3 april 1981     |
| 75 - 421 | "New Beginnings"                   | Irving J. Moore  | Arthur Bernard Lewis | 10 april 1981    |
| 76 - 422 | "Full Circle"                      | Michael Preece   | Arthur Bernard Lewis | 17 april 1981    |
| 77 - 423 | "Ewing-Gate"                       | Leonard Katzman  | Leonard Katzman      | 1 maj 1981       |

### Säsong 5
TV-serie från 1981 med Larry Hagman, Patrick Duffy, Barbara Bel Geddes, Victoria Principal och Ken Kercheval med flera.
| Nr        | Titel                        | Regissör        | Författare           | Sändningsdatum   |
| --------- | ---------------------------- | --------------- | -------------------- | ---------------- |
| 78 - 501  | "Missing Heir"               | Irving J. Moore | Arthur Bernard Lewis | 9 oktober 1981   |
| 79 - 502  | "Gone, But Not Forgotten"    | Leonard Katzman | Arthur Bernard Lewis | 16 oktober 1981  |
| 80 - 503  | "Showdown at San Angelo"     | Irving J. Moore | Leonard Katzman      | 23 oktober 1981  |
| 81 - 504  | "Little Boy Lost"            | Leonard Katzman | Leonard Katzman      | 30 oktober 1981  |
| 82 - 505  | "The Sweet Smell of Revenge" | Irving J. Moore | Linda Elstad         | 6 november 1981  |
| 83 - 506  | "The Big Shut Down"          | Leonard Katzman | Arthur Bernard Lewis | 13 november 1981 |
| 84 - 507  | "Blocked"                    | Irving J. Moore | Arthur Bernard Lewis | 20 november 1981 |
| 85 - 508  | "The Split"                  | Leonard Katzman | Leonard Katzman      | 27 november 1981 |
| 86 - 509  | "Five Dollars a Barrel"      | Irving J. Moore | Leonard Katzman      | 4 december 1981  |
| 87 - 510  | "Starting Over"              | Leonard Katzman | Leonard Katzman      | 11 december 1981 |
| 88 - 511  | "Waterloo at Southfork"      | Irving J. Moore | Linda Elstad         | 18 december 1981 |
| 89 - 512  | "Barbecue Two"               | Leonard Katzman | Arthur Bernard Lewis | 1 januari 1982   |
| 90 - 513  | "The Search"                 | Irving J. Moore | Arthur Bernard Lewis | 8 januari 1982   |
| 91 - 514  | "Denial"                     | Victor French   | Linda Elstad         | 15 januari 1982  |
| 92 - 515  | "Head of the Family"         | Patrick Duffy   | Howard Lakin         | 22 januari 1982  |
| 93 - 516  | "The Phoenix"                | Harry Harris    | David Paulsen        | 29 januari 1982  |
| 94 - 517  | "My Father, My Son"          | Larry Hagman    | Will Lorin           | 5 februari 1982  |
| 95 - 518  | "Anniversary"                | Joseph Manduke  | David Paulsen        | 12 februari 1982 |
| 96 - 519  | "Adoption"                   | Larry Hagman    | Howard Lakin         | 19 februari 1982 |
| 97 - 520  | "The Maelstrom"              | Patrick Duffy   | Will Lorin           | 26 februari 1982 |
| 98 - 521  | "The Prodigal"               | Michael Preece  | David Paulsen        | 5 mars 1982      |
| 99 - 522  | "Vengeance"                  | Irving J. Moore | Howard Lakin         | 12 mars 1982     |
| 100 - 523 | "Blackmail"                  | Michael Preece  | Leonard Katzman      | 19 mars 1982     |
| 101 - 524 | "The Investigation"          | Irving J. Moore | Bruce Shelly         | 26 mars 1982     |
| 102 - 525 | "Acceptance"                 | Michael Preece  | Will Lorin           | 2 april 1982     |
| 103 - 526 | "Goodbye, Cliff Barnes"      | Irving J. Moore | Arthur Bernard Lewis | 9 april 1982     |

### Säsong 6
TV-serie från 1982 med Larry Hagman, Patrick Duffy, Barbara Bel Geddes, Victoria Principal och Howard Keel med flera.
| Nr        | Titel                                      | Regissör           | Författare           | Sändningsdaturm  |
| --------- | ------------------------------------------ | ------------------ | -------------------- | ---------------- |
| 104 - 601 | "Changing of the Guard"                    | Michael Preece     | Arthur Bernard Lewis | 1 oktober 1982   |
| 105 - 602 | "Where There's a Will"                     | Leonard Katzman    | Leonard Katzman      | 8 oktober 1982   |
| 106 - 603 | "Billion Dollar Question"                  | Michael Preece     | Arthur Bernard Lewis | 15 oktober 1982  |
| 107 - 604 | "The Big Ball"                             | Leonard Katzman    | Leonard Katzman      | 22 oktober 1982  |
| 108 - 605 | "Jock's Will"                              | Michael Preece     | David Paulsen        | 29 oktober 1982  |
| 109 - 606 | "Aftermath"                                | Leonard Katzman    | David Paulsen        | 5 november 1982  |
| 110 - 607 | "Hit and Run"                              | Michael Preece     | Howard Lakin         | 12 november 1982 |
| 111 - 608 | "The Ewing Touch"                          | Leonard Katzman    | Howard Lakin         | 19 november 1982 |
| 112 - 609 | "Fringe Benefits"                          | Michael Preece     | Will Lorin           | 26 november 1982 |
| 113 - 610 | "The Wedding"                              | Leonard Katzman    | Will Lorin           | 3 december 1982  |
| 114 - 611 | "Post Nuptial"                             | Michael Preece     | David Paulsen        | 10 december 1982 |
| 115 - 612 | "Barbecue Three"                           | Leonard Katzman    | Arthur Bernard Lewis | 17 december 1982 |
| 116 - 613 | "Mama Dearest"                             | Patrick Duffy      | Arthur Bernard Lewis | 31 december 1982 |
| 117 - 614 | "The Ewing Blues"                          | David Paulsen      | David Paulsen        | 7 januari 1983   |
| 118 - 615 | "The Reckoning"                            | Bill Duke          | Will Lorin           | 14 januari 1983  |
| 119 - 616 | "A Ewing Is a Ewing"                       | Larry Hagman       | Frank Furino         | 28 januari 1983  |
| 120 - 617 | "Crash of '83"                             | Bill Duke          | Howard Lakin         | 4 februari 1983  |
| 121 - 618 | "Requiem"                                  | Larry Hagman       | Linda Elstad         | 11 februari 1983 |
| 122 - 619 | "Legacy"                                   | Patrick Duffy      | Robert Sherman       | 18 februari 1983 |
| 123 - 620 | "Brothers and Sisters"                     | Larry Hagman       | Will Lorin           | 25 februari 1983 |
| 124 - 621 | "Caribbean Connection"                     | Patrick Duffy      | Will Lorin           | 4 mars 1983      |
| 125 - 622 | "The Sting"                                | Larry Elikann      | David Paulsen        | 11 mars 1983     |
| 126 - 623 | "Hell Hath No Fury"                        | Ernest Pintoff     | Arthur Bernard Lewis | 18 mars 1983     |
| 127 - 624 | "Cuba Libre"                               | Robert C. Thompson | Leonard Katzman      | 25 mars 1983     |
| 128 - 625 | "Tangled Web"                              | Nicolas Sgarro     | David Paulsen        | 1 april 1983     |
| 129 - 626 | "Things Ain't Goin' Too Good at Southfork" | Gunnar Hellström   | Leonard Katzman      | 15 april 1983    |
| 130 - 627 | "Penultimate"                              | Nick Havinga       | Howard Lakin         | 29 april 1983    |
| 131 - 628 | "Ewing Inferno"                            | Leonard Katzman    | Arthur Bernard Lewis | 6 maj 1983       |

### Säsong 7
TV-serie från 1983 med Larry Hagman, Patrick Duffy, Barbara Bel Geddes, Victoria Principal och Howard Keel med flera.
- Episod 1: The Road Back(132)
- Episod 2: The Long Goodbye(133)
- Episod 3: The Letter(134)
- Episod 4: My Brother's Keeper(135)
- Episod 5: The Quality of Mercy(136)
- Episod 6: Check and Mate(137)
- Episod 7: Ray's Trial(138)
- Episod 8: The Oil Baron's Ball(139)
- Episod 9: Morning After(140)
- Episod 10: The Buck Stops Here(141)
- Episod 11: To Catch a Sly(142)
- Episod 12: Barbecue Four(143)
- Episod 13: Past Imperfect(144)
- Episod 14: Peter's Principle(145)
- Episod 15: Offshore Crude(146)
- Episod 16: Some Do... Some Don't(147)
- Episod 17: Eye of the Beholder(148)
- Episod 18: Twelve Mile Limit(149)
- Episod 19: Where Is Poppa?(150)
- Episod 20: When the Bough Breaks(151)
- Episod 21: True Confessions(152)
- Episod 22: And the Winner Is...(153)
- Episod 23: Fools Rush In(154)
- Episod 24: The Unexpected(155)
- Episod 25: Strange Alliance(156)
- Episod 26: Blow Up(157)
- Episod 27: Turning Point(158)
- Episod 28: Love Stories(159)
- Episod 29: Hush, Hush, Sweet Jessie(160)
- Episod 30: End Game(161)

### Säsong 8
TV-serie från 1984 med Larry Hagman, Patrick Duffy, Donna Reed, Howard Keel, Victoria Principal och Ken Kercheval med flera.
- Episod 1: Killer at Large(162)
- Episod 2: Battle Lines(163)
- Episod 3: If at First You Don't Succeed(164)
- Episod 4: Jamie(165)
- Episod 5: Family(166)
- Episod 6: Shadow of a Doubt(167)
- Episod 7: Homecoming(168)
- Episod 8: Oil Baron's Ball III(169)
- Episod 9: Shadows(170)
- Episod 10: Charlie(171)
- Episod 11: Barbecue Five(172)
- Episod 12: Do You Take This Woman?(173)
- Episod 13: Deja Vu(174)
- Episod 14: Odd Man Out(175)
- Episod 15: Lockup in Laredo(176)
- Episod 16: Winds of War(177)
- Episod 17: Bail Out(178)
- Episod 18: Legacy of Hate(179)
- Episod 19: Sins of the Fathers(180)
- Episod 20: The Brothers Ewing(181)
- Episod 21: Shattered Dreams(182)
- Episod 22: Dead Ends(183)
- Episod 23: Trial & Error(184)
- Episod 24: The Verdict(185)
- Episod 25: Sentences(186)
- Episod 26: Terms of Estrangement(187)
- Episod 27: The Ewing Connection(188)
- Episod 28: Deeds and Misdeeds(189)
- Episod 29: Deliverance(190)
- Episod 30: Swan Song(191)

### Säsong 9
TV-serie från 1985 med Larry Hagman, Linda Gray, Barbara Bel Geddes, Howard Keel, Victoria Principal och Ken Kercheval med flera.
- Episod 1: The Family Ewing(192)
- Episod 2: Rock Bottom(193)
- Episod 3: Those Eyes(194)
- Episod 4: Resurrection(195)
- Episod 5: Saving Grace(196)
- Episod 6: Mothers(197)
- Episod 7: The Wind of Change(198)
- Episod 8: Quandary(199)
- Episod 9: Close Encounters(200)
- Episod 10: Suffer the Little Children(201)
- Episod 11: The Prize(202)
- Episod 12: En Passant(203)
- Episod 13: Goodbye, Farewell and Amen(204)
- Episod 14: Curiosity Killed the Cat(205)
- Episod 15: The Missing Link(206)
- Episod 16: Twenty-Four Hours(207)
- Episod 17: The Deadly Game(208)
- Episod 18: Blame It on Bogota(209)
- Episod 19: Shadow Games(210)
- Episod 20: Missing(211)
- Episod 21: Dire Straits(212)
- Episod 22: Overture(213)
- Episod 23: Sitting Ducks(214)
- Episod 24: Masquerade(215)
- Episod 25: Just Desserts(216)
- Episod 26: Nothing's Ever Perfect(217)
- Episod 27: J.R. Rising(218)
- Episod 28: Serendipity(219)
- Episod 29: Thrice in a Lifetime(220)
- Episod 30: Hello... Goodbye... Hello(221)
- Episod 31: Blast from the Past(222)

### Säsong 10
TV-serie från 1986 med Larry Hagman, Patrick Duffy, Barbara Bel Geddes, Howard Keel, Victoria Principal och Ken Kercheval med flera.
- Episod 1-2: Return to Camelot(223-224; Dubbelavsnitt, speltid ca 100 min)
- Episod 3: Pari Per Sue(225)
- Episod 4: Once and Future King(226)
- Episod 5: Enigma(227)
- Episod 6: Trompe L'Oeil(228)
- Episod 7: Territorial Imperative(229)
- Episod 8: The Second Time Around(230)
- Episod 9: Bells Are Ringing(231)
- Episod 10: Who's Who at the Oil Baron's Ball?(232)
- Episod 11: Proof Positive(233)
- Episod 12: Something Old, Something New(234)
- Episod 13: Bar-B-Cued(235)
- Episod 14: The Fire Next Time(236)
- Episod 15: So Shall Ye Reap(237)
- Episod 16: Tick, Tock(238)
- Episod 17: Night Visitor(239)
- Episod 18: Cat and Mouse(240)
- Episod 19: High Noon for Calhoun(241)
- Episod 20: Olio(242)
- Episod 21: A Death in the Family(243)
- Episod 22: Revenge of the Nerds(244)
- Episod 23: The Ten Percent Solution(245)
- Episod 24: Some Good, Some Bad(246)
- Episod 25: War and Peace(247)
- Episod 26: Ruthless People(248)
- Episod 27: The Dark at the End of the Tunnel(249)
- Episod 28: Two-Fifty(250)
- Episod 29: Fall of the House of Ewing(251)

### Säsong 11
TV-serie från 1987 med Larry Hagman, Patrick Duffy, Barbara Bel Geddes, Howard Keel, Ken Kercheval och Sheree J Wilson med flera.
- Episod 1: After the Fall: Ewing Rise(252)
- Episod 2: After the Fall: Digger Redux(253)
- Episod 3: The Son Also Rises(254)
- Episod 4: Gone with the Wind(255)
- Episod 5: The Lady Vanishes(256)
- Episod 6: Tough Love(257)
- Episod 7: Last Tango in Dallas(258)
- Episod 8: Mummy's Revenge(259)
- Episod 9: Hustling(260)
- Episod 10: Bedtime Stories(261)
- Episod 11: Lovers and Other Liars(262)
- Episod 12: Brothers and Sons(263)
- Episod 13: Brother, Can You Spare a Child?(264)
- Episod 14: Daddy's Little Darlin'(265)
- Episod 15: It's Me Again(266)
- Episod 16: Marriage on the Rocks(267)
- Episod 17: Anniversary Waltz(268)
- Episod 18: Brotherly Love(269)
- Episod 19: The Best Laid Plans(270)
- Episod 20: Farlow's Follies(271)
- Episod 21: Malice in Dallas(272)
- Episod 22: Crime Story(273)
- Episod 23: To Have and to Hold(274)
- Episod 24: Dead Reckoning(275)
- Episod 25: Never Say Never(276)
- Episod 26: Last of the Good Guys(277)
- Episod 27: Top Gun(278)
- Episod 28: Pillow Talk(279)
- Episod 29: Things Ain't Goin' So Good at Southfork Again(280)
- Episod 30: The Fat Lady Singeth(281)

### Säsong 12
TV-serie från 1988 med Larry Hagman, Patrick Duffy, Barbara Bel Geddes, Howard Keel, Ken Kercheval och Sheree J Wilson med flera.
- Episod 1: Carousel(282)
- Episod 2: No Greater Love(283)
- Episod 3: The Call of the Wild(284)
- Episod 4: Out of the Frying Pan(285)
- Episod 5: Road Work(286)
- Episod 6: War and Love and the Whole Damned Thing287)
- Episod 7: Showdown at the Ewing Corral(288)
- Episod 8: Deception(289)
- Episod 9: Counter Attack(290)
- Episod 10: The Sting(291)
- Episod 11: The Two Mrs. Ewings(292)
- Episod 12: The Switch(293)
- Episod 13: He-e-ere's Papa!(294)
- Episod 14: Comings and Goings(295)
- Episod 15: Country Girl(296)
- Episod 16: Wedding Bell Blues(297)
- Episod 17: The Way We Were(298)
- Episod 18: The Serpent's Tooth(299)
- Episod 19: Three Hundred(300)
- Episod 20: April Showers(301)
- Episod 21: And Away We Go!(302)
- Episod 22: Yellow Brick Road(303)
- Episod 23: The Sound of Money(304)
- Episod 24: The Great Texas Waltz(305)
- Episod 25: Mission to Moscow(306)
- Episod 26: The Reel Life(307)

### Säsong 13
TV-serie från 1989 med Larry Hagman, Patrick Duffy, Barbara Bel Geddes, Howard Keel, Ken Kercheval och Sheree J Wilson med flera.
- Episod 1: Phantom of the Oil Rig(308)
- Episod 2: The Leopard's Spots(309)
- Episod 3: Cry Me a River of Oil(310)
- Episod 4: Ka-Booooom!(311)
- Episod 5: Sunset, Sunrise(312)
- Episod 6: Pride and Prejudice(313)
- Episod 7: Fathers and Other Strangers(314)
- Episod 8: Black Tide(315)
- Episod 9: Daddy Dearest(316)
- Episod 10: Hell's Fury(317)
- Episod 11: Cally on a Hot Tin Roof(318)
- Episod 12: Sex, Lies and Videotape(319)
- Episod 13: A Tale of Two Cities(320)
- Episod 14: Judgment Day(321)
- Episod 15: Unchain My Heart(322)
- Episod 16: I Dream of Jeannie(323)
- Episod 17: After Midnight(324)
- Episod 18: The Crucible(325)
- Episod 19: Dear Hearts and Gentle People(326)
- Episod 20: Paradise Lost(327)
- Episod 21: Will Power(328)
- Episod 22: The Smiling Cobra(329)
- Episod 23: Jessica Redux(330)
- Episod 24: Family Plot(331)
- Episod 25: The Southfork Wedding Jinx(332)
- Episod 26-27: Three, Three, Three(333-334; Dubbelavsnitt, speltid ca 100 min)

### Säsong 14
TV-serie från 1990 med Larry Hagman, Patrick Duffy, Howard Keel, Ken Kercheval och Sheree J Wilson med flera.
- Episod 1: April in Paris(335)
- Episod 2: Charade(336)
- Episod 3: One Last Kiss(337)
- Episod 4: Terminus(338)
- Episod 5: Tunnel of Love(339)
- Episod 6: Heart and Soul(340)
- Episod 7: The Fabulous Ewing Boys(341)
- Episod 8: The Odessa File(342)
- Episod 9: Sail On(343)
- Episod 10: Lock, Stock and Jock(344)
- Episod 11: 'S' Is for Seduction(345)
- Episod 12: Designing Women(346)
- Episod 13: 90265(347)
- Episod 14: Smooth Operator(348)
- Episod 15: Win Some, Lose Some(349)
- Episod 16: Fathers and Sons and Fathers and Sons(350)
- Episod 17: When the Wind Blows(351)
- Episod 18: Those Darned Ewings(352)
- Episod 19: Farewell, My Lovely(353)
- Episod 20: Some Leave, Some Get Carried Out(354)
- Episod 21: The Decline and Fall of the Ewing Empire(355)
- Episod 22-23: Conundrum(356-357; Dubbelavsnitt, speltid ca 100 min)

### Fotnoter
1. ↑  ”Dallas” (på engelska). TV.Com. Arkiverad från originalet den 9 november 2016. https://web.archive.org/web/20161109145327/http://www.tv.com/shows/dallas/episodes/. Läst 26 januari 2017.